# 30080 Walterworman
30080 Walterworman è un asteroide della fascia principale. Scoperto nel 2000, presenta un'orbita caratterizzata da un semiasse maggiore pari a 2,6424770 au e da un'eccentricità di 0,1489349, inclinata di 13,52571° rispetto all'eclittica.